# Fonte de neutrões ISIS

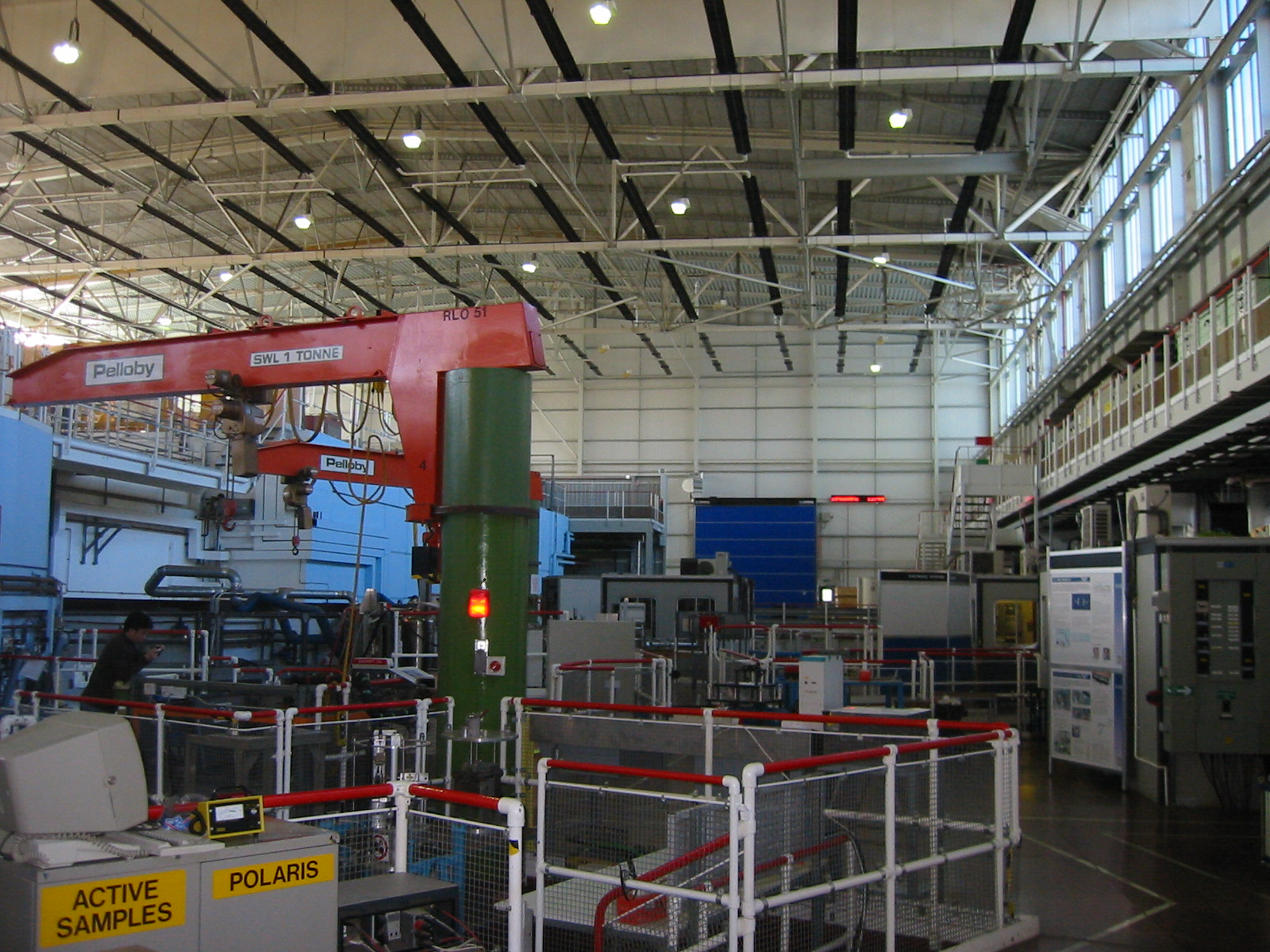
Átrio experimental ISIS da Target Station 1

ISIS é uma fonte pulsada de neutrões e muões. Está situada no Laboratório Rutherford Appleton, em Oxfordshire (Reino Unido), e é parte do Science and Technology Facilities Council (órgão do Governo do Reino Unido responsável por investigação não-militar em ciência e engenharia).